# Краковски гето
Краковски гето је био један од пет главних јеврејских гета које је оформила нацистичка Немачка у Генералном губернаторству с циљем прогона, терора и експлоатације Јевреја током немачке окупације Пољске у Другом светском рату. То је био почетак одвајања оних који су „радно способни“ од оних који ће касније бити окарактерисани као „недостојни живота“. Гето је ликвидиран у периоду од јуна 1942. до марта 1943, а већина његових становника послата је у логоре смрти Белзец и Аушвиц и логор Плашув.
Међу преживелима из Краковског гета је и познати филмски режисер Роман Полански, који је у својим мемоарима под насловом „Roman“ описао доживљаје из тог времена.
Оскар Шиндлер, немачки бизнисмен, дошао је у Краков због радника који су били на располагању у гету. Изабрао је раднике за своју фабрику и стекао симпатије према њима. Године 1942, Шиндлер је видео како се становници гета брутално отпремају у Плашув, а потом је жестоко радио да спаси Јевреје који су били затворени. Ови догађаји су приказани у филму Стивена Спилберга Шиндлерова листа. У једном од најдраматичнијих догађаја, 300 Шиндлерових радника је било депортовано у Аушвиц, а он је лично интервенисао како би их спасио.